# Karl Fredrik Albrekt av Brandenburg-Schwedt

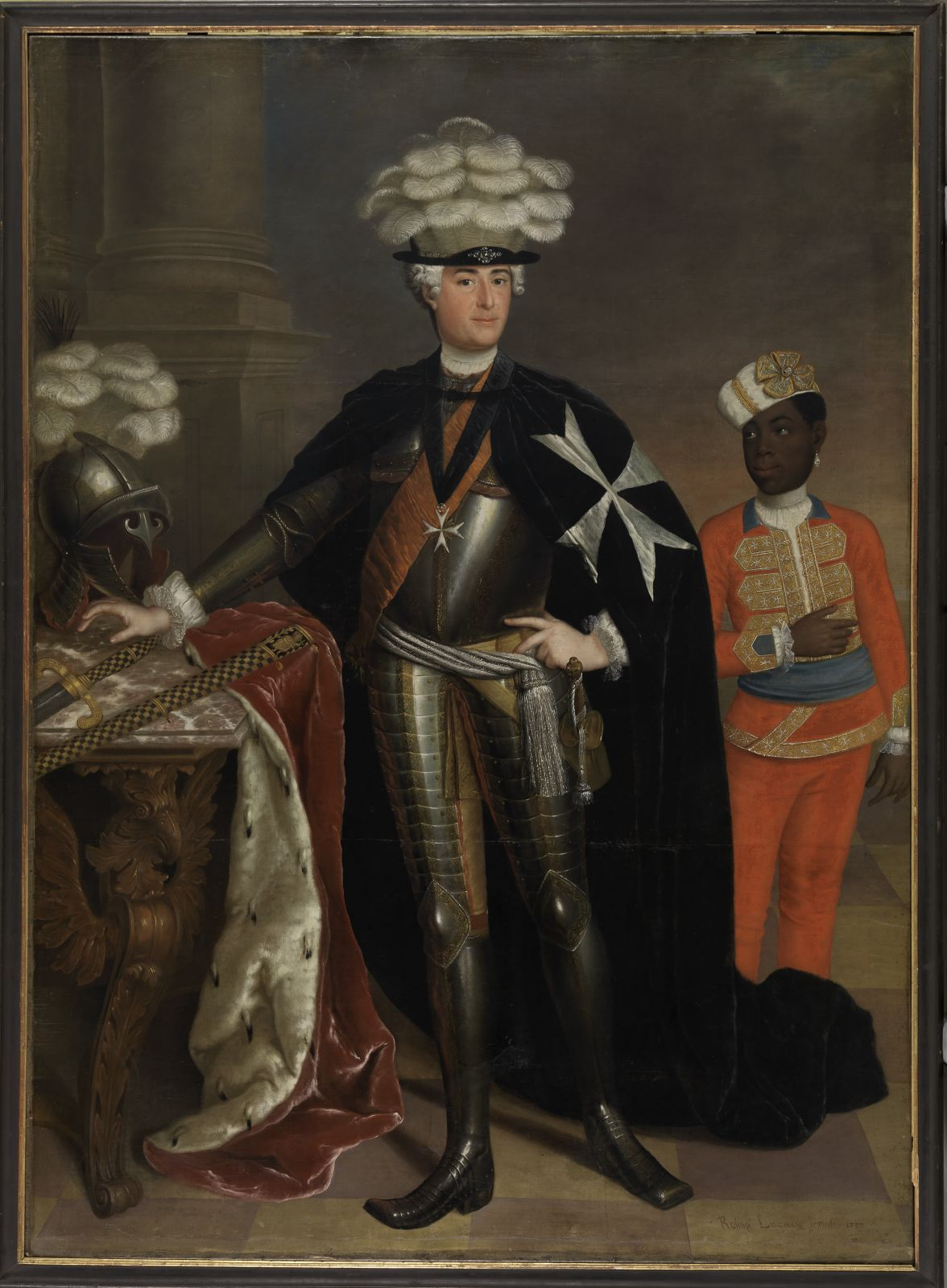
Karl Fredrik Albrekt av Brandenburg-Schwedt i ämbetsdräkt som herremästare av Johanniterorden i Balliet Brandenburg, målning av Anna Rosina de Gasc 1737.

Karl Fredrik Albrekt av Brandenburg-Schwedt, född 10 juni 1705 i Berlin, död 22 juni 1762 i Breslau, var prins av Preussen och titulär markgreve av Brandenburg-Schwedt, samt officer i preussiska armén och herremästare för Johanniterorden i Balliet Brandenburg.

## Biografi
Karl av Brandenburg-Schwedt tillhörde huset Hohenzollerns yngre Brandenburg-Schwedt-gren som son till markgreve Albrekt Fredrik av Brandenburg-Schwedt och Maria Dorothea av Kurland. Han tog liksom fadern tidigt värvning i preussiska armén och utmärkte sig i första schlesiska kriget vid stormningen av Glogau, slaget vid Mollwitz och slaget vid Chotusitz. Han förde 1745 befäl i Oberschlesien och erhöll goda vitsord av kung Fredrik II.
Under sjuårskriget förde Karl vid flera tillfällen självständiga befäl då han hade kungens förtroende och utmärkte sig i slagen vid Hochkirch och Torgau. Han sårades vid Mollwitz, Hochkirch och Torgau. I Allgemeine Deutsche Biographie omnämns Karl som ädel, människovän och konst- och vetenskapsintresserad. Han efterträdde sin far som herremästare av Johanniterorden i Balliet Brandenburg och tjänade i denna roll i 31 år.
Vid faderns död 1731 ärvde han godset Altfriedland, på det som fram till reformationen var cisterciensnunneklostret Friedlands ägor med flera byar i sydöstra Barnim och i Oderbruch. Han lät arrendera ut egendomen men besökte emellanåt Friedland. Arrendatorn Jeckel bedrev fram till Karls död 1762 en intensiv bosättningspolitik med flera nygrundade byar, vilket ökade egendomens värde avsevärt. Bland de byar som grundades på detta sätt uppkallades många ursprungligen efter Karl, till exempel Carlshoff (idag Grube), Carlsburg (Wuschewier), Carlsfelde (Sietzing), Carlswerder (Kiehnwerder) och Carls Fleiss. Karlsdorf i Landkreis Märkisch-Oderland bär fortfarande hans namn, men grundades först efter Karls död. 1735 lät han donera en kyrkklocka till Altfriedlands tidigare klosterkyrka som idag fortfarande är i bruk. 1762 avled Karl utan legitima ättlingar och hans gods tillföll då åter den preussiska kronan.

## Familj
Karl Fredrik Albrekt gifte sig aldrig, men hade ett förhållande med Regina Wilcke. Hon adlades 14 januari 1744 under namnet von Carlowitz.
Med henne hade han två utomäktenskapliga barn:
- Karl (död 1747)
- Karoline Regina von Carlowitz (1731–1755), gift 1747 med greve Albrekt Kristian Ernst von Schönburg zu Glachau (1720–1799)

Karl Fredrik Albrekt var dessutom förlovad 1744 med Marie Amalia av Hessen-Kassel (1721–1744), men hon avled senare samma år.